# Damsels in Distress
Pour plus de détails, voir Fiche technique et Distribution.
Damsels in Distress (littéralement « demoiselles en détresse ») est un film américain écrit et réalisé par Whit Stillman. D'abord présenté en septembre 2011 à la Mostra de Venise, puis au Festival international du film de Toronto, il sort en salles en 2012.

## Fiche technique
- Titre : Damsels in Distress
- Réalisation et scénario : Whit Stillman
- Directeur de la photographie : Doug Emmett
- Montage : Andrew Hafitz
- Distribution des rôles : Kerry Barden, Anya Colloff, Amy McIntyre Britt et Paul Schnee
- Décors : Elizabeth J. Jones
  - Décoratrice de plateau : Emmanuelle Hoessly
- Direction artistique : Brian Goodwin
- Costumes : Ciera Wells
- Musique : Mark Suozzo
- Producteur : Whit Stillman
  - Coproducteur : Charlie Dibe
- Producteur exécutif : Jacob Jaffke
  - Productrices consultants : Cecilia Kate Roque et Alicia Van Couvering
- Société de production : Westerly Films
  - Distribution : Sony Pictures Classics
- Pays de production :  États-Unis
- Format : 
  - Image : Couleur
  - Son :
- Genre : Comédie
- Durée : 99 minutes
- Dates de sortie :
  - Italie : 10 septembre 2011 (Mostra de Venise)
  - Canada : 13 septembre 2011 (Festival de Toronto)
  - États-Unis : 6 avril 2012
  - France : 3 octobre 2012

## Distribution
- Greta Gerwig (VF : Émilie Rault) : Violet
- Adam Brody (VF : Taric Mehani) : Charlie
- Analeigh Tipton (VF : Marie Tirmont) : Lily
- Megalyn Echikunwoke (VF : Fily Keita) : Rose
- Carrie MacLemore (VF : Camille Donda) : Heather
- Hugo Becker : Xavier
- Ryan Metcalf : Frank
- Billy Magnussen : Thor
- Alia Shawkat : Mad Madge
- Aubrey Plaza : Debbie
- Zach Woods (VF : Benjamin Pascal) : Rick DeWolfe
- Aja Naomi King

## Présentation du film
Avant de connaître une sortie en salles le 6 avril 2012, Damsels in Distress est présenté à la Mostra de Venise le 10 septembre 2011, puis trois jours plus tard au Festival international du film de Toronto. Il est également présenté au Festival du film de Londres (23 octobre 2011), au Festival international du film de Stockholm (9 novembre 2011), à l'American Film Festival (20 novembre 2011) et au Festival international du film de Rotterdam (30 janvier 2012).

## Récompense
- 2012 : Prix de la meilleure actrice pour Greta Gerwig au Festival international du film de Dublin